# デリー (ニューハンプシャー州)
デリー（英: Derry）は、アメリカ合衆国ニューハンプシャー州のロッキンガム郡にある町。人口は3万4317人（2020年）。公式には町であるが、州内で4番目に人口の多い自治体である。アメリカ合衆国で最初の宇宙飛行士アラン・シェパードの生誕地だったので、宇宙の町という渾名がある。
人口の66％以上が住んでいる町の主要部はアメリカ合衆国国勢調査局によってデリー国勢調査指定地域として定義されており、ニューハンプシャー州道28号線と同102号線の交差点を中心とする人口密度の高い地区を含んでいる。

## 歴史
デリーは1719年にスコットランド系アイルランド人（アルスター・スコッツとも呼ばれる）が最初に入植したが、自治体化されたのは1827年になってからだった。当初はウィンダムやマンチェスター、セイラム、ハドソンの一部と同様にロンドンデリーの一部だった。町の名前はアイルランドのデリー市に因んだものであり、デリーのアイルランド語の"Doire"は「オークの森」を意味している。入植された1719年にアメリカ合衆国で初のジャガイモが植えつけられた。この町にはアメリカでも最古の私立学校が2つあった。1つは1814年設立のピンカートン・アカデミーであり現在も運営されている。もう1つは閉鎖されたアダムズ女子神学校である。
デリーはかつてリンネルと皮革製品加工の中心地だったが、20世紀に入ってニューイングランドの繊維産業がアメリカ合衆国南部に移転して衰えた。第二次世界大戦頃までのデリーは眠るような農村だった。戦後、人口の郊外流出があり、南のボストンや北西のマンチェスターに近いこと、州間高速道路93号線が町を通ったことにより、大きな人口拡大に繋がった。この成長率は幾らか減速されたものの、1990年代でも15％伸びていた。

## 地理
デリーは北緯40度42分3秒 西経99度4分52秒 / 北緯40.70083度 西経99.08111度に位置する。
アメリカ合衆国国勢調査局に拠れば、市域全面積は31.8平方マイル (95 km2)、このうち陸地は30.9平方マイル (93 km2)、水域は0.9平方マイル (2.3 km2)で水域率は2.40％である。デリーにはビーバー・ブルックが流れている。最高地点は海抜605フィート (184 m) のワーナーヒルであり、その頂上から晴れた日にはボストンのスカイラインを見ることができる。デリーはその市域のほとんど全部がメリマック川流域にあり、北境界に沿った小さな部分がピスタカ川流域になる。
国勢調査指定地域として定義され町の中心部は、面積15.7平方マイル (41 km2)であり、町全体の42.8％に相当する。このうち陸地は15.4平方マイル (40 km2)、水域は0.2平方マイル (0.52 km2)で水域率は1.60％である。
デリーの町は州間高速道路93号線、ニューハンプシャー州道28号線および同102号線が通っている。

## 人口動態
以下は2000年の国勢調査による人口統計データである。
| 基礎データ - 人口: 34,021人 - 世帯数: 12,327世帯 - 家族数: 8,789家族 - 人口密度: 367.0人/km2（950.7人/mi2） - 住居数: 12,735軒 - 住居密度: 137.4軒/km2（355.9軒/mi2） 人種別人口構成 - 白人: 96.05% - アフリカン・アメリカン: 0.90% - ネイティブ・アメリカン: 0.21% - アジア人: 1.06% - 太平洋諸島系: 0.05% - その他の人種: 0.60% - 混血: 1.13% - ヒスパニック・ラテン系: 1.89% 年齢別人口構成 - 18歳未満: 30.1% - 18-24歳: 7.4% - 25-44歳: 35.5% - 45-64歳: 20.7% - 65歳以上: 6.2% - 年齢の中央値: 34歳 - 性比（女性100人あたり男性の人口） - 総人口: 98.6 - 18歳以上: 96.6 | 世帯と家族（対世帯数） - 18歳未満の子供がいる: 42.6% - 結婚・同居している夫婦: 56.4% - 未婚・離婚・死別女性が世帯主: 10.6% - 非家族世帯: 28.7% - 単身世帯: 21.6% - 65歳以上の老人1人暮らし: 4.9% - 平均構成人数 - 世帯: 2.74人 - 家族: 3.24人 収入と家計 - 収入の中央値 - 世帯: 54,634 米ドル - 家族: 61,625米ドル - 性別 - 男性: 41,271米ドル - 女性: 30,108米ドル - 人口1人あたり収入: 22,315米ドル - 貧困線以下 - 対人口: 4.6% - 対家族数: 3.3% - 18歳以下: 5.0% - 65歳以上: 7.1% |

### 中心部
以下はデリー中心部について2000年の国勢調査による人口統計データである。
| 基礎データ - 人口: 22,661人 - 世帯数: 8,670世帯 - 家族数: 5,739家族 - 人口密度: 567.4人/km2（1,469.3人/mi2） - 住居数: 8,942軒 - 住居密度: 223.9軒/km2（579.8軒/mi2） 人種別人口構成 - 白人: 95.58% - アフリカン・アメリカン: 1.05% - ネイティブ・アメリカン: 0.22% - アジア人: 1.12% - 太平洋諸島系: 0.02% - その他の人種: 0.75% - 混血: 1.26% - ヒスパニック・ラテン系: 2.21% 年齢別人口構成 - 18歳未満: 29.0% - 18-24歳: 8.1% - 25-44歳: 35.9% - 45-64歳: 19.9% - 65歳以上: 7.1% - 年齢の中央値: 33歳 - 性比（女性100人あたり男性の人口） - 総人口: 97.6 - 18歳以上: 94.7 | 世帯と家族（対世帯数） - 18歳未満の子供がいる: 39.2% - 結婚・同居している夫婦: 49.7% - 未婚・離婚・死別女性が世帯主: 12.0% - 非家族世帯: 33.8% - 単身世帯: 26.0% - 65歳以上の老人1人暮らし: 6.1% - 平均構成人数 - 世帯: 2.59人 - 家族: 3.18人 以下の収入データは2007年の推計である。 収入と家計 - 収入の中央値 - 世帯: 49,792 米ドル - 家族: 56,332米ドル - 性別 - 男性: 40,185米ドル - 女性: 28,580米ドル - 人口1人あたり収入: 21,938米ドル - 貧困線以下 - 対人口: 6.0% - 対家族数: 4.3% - 18歳以下: 6.9% - 65歳以上: 7.6% |

## 教育
デリーの公教育はデリー共同教育学区が管轄している。小学校は5校、中学校は2校ある。他に周辺地域の高校の役割を果たすピンカートン・アカデミーなど私立学校が5校ある。

## メディア
デリーではイーグル・トリビューンが所有する週刊紙の「デリー・ニューズ」、ナットフィールド・パブリッシングが所有する週刊紙の「ナットフィールド・ニューズ」が購読可能であり、マイネットワークTV傘下のテレビ局がある。さらに2000年6月からNBCのユニバーサル・スポーツが放送を始めた。メディア市場としてはボストン市場に属している。デリー・コミュニティ・テレビはパブリック・アクセス・テレビ局である。

## 見どころ
- アダムズ記念オペラハウス
- デリー歴史協会博物館
- ロバート・フロスト農場 - 国定歴史史跡
- テイラーミル - 州立歴史史跡、修復された水力製材所
- ロッキンガム・レクリエーション・トレイル、フリモントまでの廃線跡を使った歩道

## 著名な住人
- サマンサ・ブラウン、テレビ番組Travel Channelのホスト
- ケレイヴ・チャップマン、音楽家
- トリシア・ダン・ルオマ、アイスホッケーの選手
- チャールズ・ミラー・フロイド、ニューハンプシャー州知事
- ロバート・フロスト、詩人
- ブレンダン・ジェイムズ、シンガーソングライター、ピアニスト
- デイビッド・ネルソン、世界記録を持つテレビゲーム競技者
- ウィリアム・パターソン、アメリカ合衆国下院議員
- アラン・シェパード、宇宙飛行士
- ジョン・スターク、アメリカ独立戦争の英雄
- アーロン・フレッチャー・スティーブンス、南北戦争時の准将、アメリカ合衆国下院議員
- マシュー・ソーントン、アメリカ独立宣言署名者
- ニッキ・ティルロー、芸能人、操り人形師
- ライアン・チュアーク、フォーミュラ・ドリフトのドライバー